# شهرستان آبدانان
شهرستان آبدانان در استان ایلام و در غرب ایران واقع در جنوب ایلام واقع شده است. که از غرب و شمال با شهرستان دهلران و بخش زرین آباد و شهرستان ملکشاهی از جنوب با استان خوزستان از شرق با شهرستان دره شهر همسایه است. از نظر جغرافیایی این شهرستان در میان دو کوه کبیر کوه و دینارکوه قرار گرفته است. به‌واسطه فراوانی چشم سارهای گوارا رفت رفته این منطقه آبدانان خوانده شد‪. ‬برخی سابقة آن را به‌روزگار فرهنگ و تمدن‬ ‫شوشی و عیلام نسبت می‌دهند‪. ‬از سویی‪، ‬به‌سبب آب‌وهوای خوش‪، ‬مکان خوبی برای قشلاق‬ عشایر بود و از سال ۱۳۱۳ که قانون اسکان عشایر به اجرا درآمد‪، ‬طوایفی این منطقه را‬ برای سکونت دائمی خود انتخاب کردند؛ تا جایی‌که در سال ۱۳۵۰ به‌عنوان مرکز بخش برگزیده شد و به‌صورت شهری ابتدایی درآمد. شمال و جنوب شهرستان درای جغرافیای کوهستانی است و بیشتر طبیعت آن پوشیده از جنگل بلوط می‌باشد اما بخش‌های جنوبی به صورت دشت بوده و دارای خاک حاصلخیز برای کشاورزی می‌باشد. به‌طور متوسط شهرستان از نظر آب و هوایی نسبتاً معتدل است. شهرستان آبدانان از بخش‌های مرکزی، سرآب‌باغ و کلات تشکیل شده است.

## تقسیمات کشوری
«آبدانان» باتصویب هیئت دولت درسال ۱۳۷۴ به‌طور رسمی به شهرستان ارتقاء یافت. شهرستان آبدانان چهارمین شهرستان پرجمعیت استان ایلام و ۲۸۶ امین شهرستان ایران از نظر جمعیت است. این شهرستان سه بخش و شش دهستان به شرح زیر دارد:
- دهستان‌های بخش مرکزی:
  - دهستان ماسبی
  - دهستان جابرانصار
  - دهستان چم‌کبود

نقاط شهری: آبدانان
- دهستان‌های بخش سرآب‌باغ:
  - دهستان سرآب‌باغ

نقاط شهری: سرآب‌باغ
- دهستان‌های بخش کلات:
  - دهستان آب‌انار
  - دهستان مورموری

نقاط شهری: مورموری

## موقعیت جغرافیایی
از شمال شرقی با شهرستان دره شهر، از شمال با شهرستان ملکشاهی و بخش میمه دهلران، از غرب و جنوب با شهرستان دهلران و از جنوب شرقی با شهرستان اندیمشک همسایه است.

## مردم‌شناسی
در بخش خبری وبسایت مرکز دایرة‌المعارف بزرگ اسلامی پیروی شهرستان آبدانان آمده است: زبان اصلی و مسلط آبدانان کُردی بوده، و اقوامی از لر نیز که مهاجران استان لرستان بوده‌اند در این شهر سکونت دارند. طبق برخی سوابق سکنه اصلی پشتکوه در سوابق ایام دیناروندها و قایدخورده سکنه اصلی ابدانان بوده‌اند که در قسمت‌های معینی سکونت داشته و بقیه نقاط و اراضی آن محل مرتع و علف‌چر و محل قشلاقی بیرانوندها بوده است. پس از آنکه بیرانوند به شرارت مشغول و بالاخره کوتاه کردن دست آنها از کبیرکوه و پشتکوه لازم شد، طایفه کُرد را که محل سکونت آنها در زرین آباد پشتکوه بوده است به این منطقه کوچ داده و در نقاط قابل سکونت داند.
مردم این شهرستان را عمدتاً کُردها و نیز لرها تشکیل می‌دهند. اکثریت ساکنین آبدانان به زبان کردی با گویش کردی کردلی و اقلیتی به زبان لری با گویش‌های لری بالاگریوه‌ای و لری خرم‌آبادی صحبت می‌کنند. همچنین زبان لکی در شهرستان آبادانان، به ویژه در بخش‌هایی از شهر آبادانان و چند روستای اطراف آن صحبت می‌شود. طوایف کرد آبدانان اکثریت از ایل کردلی می‌باشند. به باور برخی پژوهشگران، گویش لری دهلرانی با گویشهای لُری شوهانی، لُری آبدانانی، لُری دره شهری استان ایلام و لُری پلدختری، لُری اندیمشکی، لُری خرم‌آبادی و بخش‌هایی از شهرستان دورود در استان لرستان شباهت‌های بسیار زیادی دارد. هرکدام از این گویشها دارای لهجه‌های مختص به خود می‌باشد.

## طبیعیت و دما
آبدانان به دلیل وجود دو کوه کبیرکوه و دینارکوه از مناظر طبیعی بکر و پوشیده از درختان بلوط، بادام کوهی پسته کوهی، زالزالک و انجیر کوهی و گیلاس وحشی و … برخوردار است. مهم‌ترین ارتفاعات این شهرستان کبیرکوه و دینارکوه هستند و این شهرستان را در خود محصور کرده‌اند.
از نظر دما در تمام فصول سال دارای نوسانات تقریباً زیادی می‌باشد. معمولاً تابستان‌هایی نسبتاً گرم و زمستان‌هایی معتدل و پربارش را دارا می‌باشد.
عمدهٔ بارش‌ها در این شهرستان به‌صورت باران است و به‌طور میانگین یکبار در سال بارش‌ها در شهر به صورت برف می‌باشد. اما قله‌های کبیرکوه و دینارکوه در زمستان اکثر مواقع پوشیده از برف است.

## منطقهٔ حفاظت شدهٔ بین‌المللی دینارکوه
منطقه دینارکوه طی مصوبه شماره ۲۱۷ شورای عالی محیط زیست (کمیسیون زیر بنائی دولت) مورخ ۱۳۸۰/۷/۲۵ با وسعت ۴۰۵۷۹ هکتار به عنوان منطقه حفاظت شده جنگلی به مناطق تحت مدیریت سازمان حفاظت محیط زیست پیوسته است این جنگل در سالهای دور زیستگاه حیوانات و پرندگان زیادی بوده است که در اثر شکار بی‌رویه اکنون تعداد کمی از حیوانات از جمله دو قلاده پلنگ ایرانی در آن وجود دارد.

## مرگ درختان بلوط، لورانتوس و گرد و غبار
بیماری لورانتوس: گیاهی است نیمه انگلی که پوشش جنگلی را به عنوان گزینه میزبان انتخاب نموده و در طولانی مدت مرگ تدریجی درخت را به دنبال خواهد داشت. در منطقه حفاظت شده دینارکوه در مناطق جنگلی سپاه و سرچنار جنگلهای بلوط به گیاه نیمه انگلی لورانتوس آلوده شده‌اند. در سال‌های اخیر خشکسالی و به علاوه پدیده ریزگردها موجب ضعیف شدن درختان جنگل‌های دینارکوه شده است. این روند درصورت ادامه تا ۳۰ الی ۴۰ سال آینده باعث نابودی منطقهٔ حفاظتی بین‌المللی دینارکوه خواهد شد.

## آثار باستانی
از آثار باستانی بخش مرکزی این شهرستان می‌توان به قلعه باستانی هزار در معروف به قلعه سیس اشاره نمود که در انتهای هزار در واقع است. این قلعه به عقیده باستان شناسان از بناهای دوره ساسانی می‌باشد که متأسفانه به دلیل بی‌توجهی مسئولان امر و نیز عدم رعایت مردم منطقه دچار تخریب زیاد گردیده است. مراکز تاریخی و باستانی:
1. قلعه هزار در
2. پشت قلعه
3. قلعه هزارانی
4. بقایای شهر جولیان
5. مجموعه تاریخی پنج برادر
6. شهر تاریخی تلور
7. شهر تاریخی سرآب
8. شهر چوره
9. شهر دیونه[نیازمند منبع]
10. منطقهٔ بسیار قدیمی قدح

## معادن و منابع
این شهرستان دارای معادن عظیم نفت، گاز، گوگرد، چشمه‌های آبگرم… است. در این منطقه منابع کانی فراوان مانند نفت و گوگرد و زاج وجود دارد و به خاطر آب فراوان و وجود جنگل‌ها و مراتع دارای زمین‌های مستعد کشاورزی و دامداری است.

## گردشگری
شهرستان آبدانان دارای مناطق گردشگری زیادی می‌باشد که از جمله آن‌ها می‌توان به آبشارهای زیبای ماهوته و تختان اشاره کرد. همچنین زیبایی این شهرستان در ایام عید نوروز منطقه میان وار از توابع روستای ماسپی توجه مسافران رو دوچندان می‌کند. از نقاط تفریحی می‌توان به دریاچه دوقلو آبدانان و تفریحگاه سرآب آبدانان اشاره کرد. ساکنان شهرستان در بخش‌های کشاورزی، دامداری، خدمات و صنعت اشتغال دارند. پایگاه پدافند هوایی ارتش در مرکز شهر آبدانان قرار دارد.

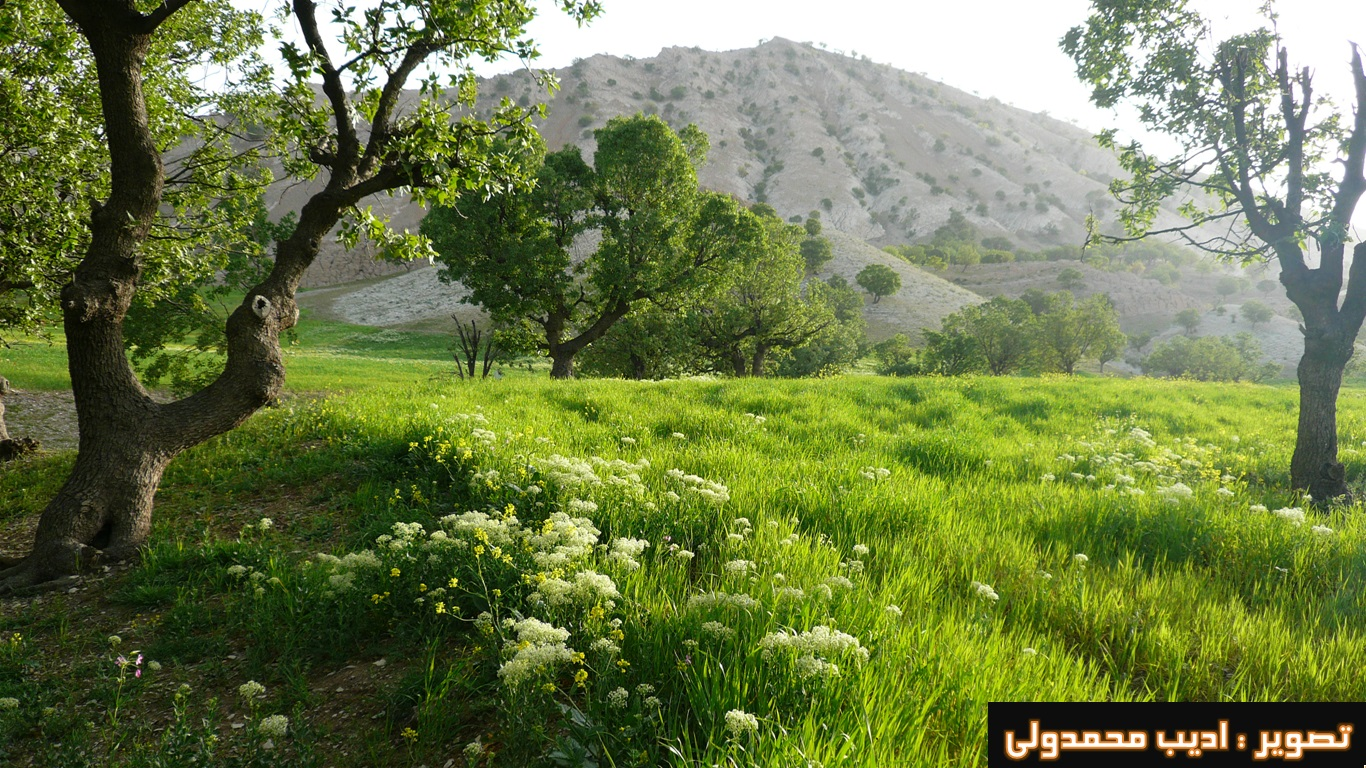
اطراف جاده دسترسی به شهرستان آبدانان در ایام عید نوروز

## ترابری
آبدانان به لحاظ اینکه بین دوکوه دینارکوه و کبیرکوه قرار گرفته که مسیری پر پیچ و خم ولی مطابق اصول مهندسی است که از دل کوه می‌گذرد در بهار منظره‌های جالبی را برای تماشا فراهم می‌سازد و در زمستان بدون داشتن زنجیر چرخ عبور از آن ممکن نیست این جاده در سال ۱۳۵۰ خورشیدی به سفارش ارتش ساخته شده است. از دیگر راه‌های ارتباطی می‌توان به جاده مواصلاتی به دهلران اشاره کرد که در سال ۱۳۷۰ به سفارش اداره راه و ترابری آبدانان ساخته شد.

## فرودگاه
فرودگاه نظامی شهرستان آبدانان یکی از فرودگاه‌های فنی و دارای شرایط و استانداردهای ملی است که در سال ۱۳۵۲ به منظور مقاصد نظامی و استفاده‌های ترابری و لجستیکی نیروی هوایی احداث شده است. این فرودگاه در چهار کیلومتری شرق شهر آبدانان در دوران جنگ ۸ ساله نیز مورد استفاده‌های تدارکاتی و عملیاتی قرار می‌گرفت. پروازهای شرکت ساها نیز تا سال ۷۴ در این فرودگاه انجام می‌شده. فرودگاه نیروی هوایی ارتش در شش کیلومتری شرق آبدانان قرار گرفته که بلندی باند آن نسبت به دریا دو هزار و ۵۰۰ پا است، طول باند فرودگاه شش هزار و ۶۰۰ مترو عرض آن ۹۸ متر است.